# Петрович, Сергей Георгиевич
Сергей Георгиевич Петрович (5 июля 1869 — 1926) — генерал-лейтенант, заслуженный профессор и начальник Михайловской артиллерийской академии. Член Санкт-Петербургского математического общества.

## Биография
Православный. Из дворян, сын офицера.
Окончил 1-й кадетский корпус (1886) и Михайловское артиллерийское училище (1889), откуда выпущен подпоручиком в 24-ю артиллерийскую бригаду.
Чины: поручик (1891), штабс-капитан (за отличие, 1894), поручик гвардии (1896), капитан (1900), полковник (1904), генерал-майор (за отличие, 1910), генерал-лейтенант (1917).
В 1894 году окончил Михайловскую артиллерийскую академию.
Репетитор Константиновского военного училища (07.06.1894).
Штатный военный преподаватель Михайловской артиллерийской академии (1899—1905).

Могила Петровича на Никольском кладбище Александро-Невской лавры в Санкт-Петербурге.

Помощник инспектора классов Константиновского артиллерийского училища (1902—1907). Экстраординарный профессор Михайловской артиллерийской академии (03.11.1905-01.09.1910). Одновременно заведующий обучающимися в академии офицерами (1907—1910). Ординарный профессор (с 20.10.1909), заведующий учебной частью артиллерийских учебных заведений (с 24.09.1910). Одновременно экстраординарный профессор Императорского Женского педагогического института (с 18.03.1914).
Заслуженный ординарный профессор Михайловской артиллерийской академии (с 24.10.1916). В апреле 1917 года был избран начальником Михайловской артиллерийской академии.
С 1919 по 1923 годы — начальник Артиллерийской академии РККА.
Подвергался кратковременному аресту ВЧК (11.02.1920—04.03.1920).
С октября 1924 года — помощник начальника Артиллерийской академии по учебной части. С сентября 1925 года — начальник баллистического факультета.
Профессор Военно-Технической академии (Ленинград).
Скончался от астмы 3 января 1926 года. Похоронен на Никольском кладбище Александро-Невской лавры.
Имел дочь Надежду.

## Награды
- Орден Святого Станислава 2-й ст. (1903);
- Орден Святой Анны 2-й ст. (1905);
- Орден Святого Владимира 3-й ст. (1912);
- Орден Святого Станислава 1-й ст. (ВП 22.03.1915).